# Gelatină de porc
Jeleul de porc sau în siciliană lijatina, dar și zuzzu, este un preparat tipic bucătăriei siciliene, răspândit în diverse provincii estice ale insulei, obținut din reziduurile procesării cărnii de porc.
Este un produs tradițional sicilian inclus în lista produselor agroalimentare tradiționale italiene (PAT) a Ministerului Politicilor Agricole, Alimentare și Silvice (Mipaaf).

## Caracteristici
Se prepară folosind cele mai sărace părți ale porcului, cum ar fi șoriciul, piciorușele, capul, coada, limba și urechile. Carnea se fierbe timp de câteva ore în apă sărată cu foi de dafin. Se separă apoi de apă, se dezosează și se taie în bucăți medii. În apa unde a fiert carnea se adaugă apoi lămâie și oțet și se fierbe încă o jumătate de oră. Carnea se pune în boluri mici, acoperite cu fiertură. Se adaugă apoi condimente, cum ar fi piper, ardei iute, boia de ardei (chiar dacă în rețeta originală nu era inclusă) și câteva foi de dafin. Bolurile se lasă să se odihnească într-un loc răcoros peste noapte: jeleul rezultat se consumă rece și poate fi păstrat câteva zile.